# Багинуб
Багинуб — село Чародинского района Дагестана. Входит в Сельсовет Магарский.

## География
Расположено близ р. Рисор (бассейн р. Каракойсу), в 13 км к юго-западу от села Цуриб.

## История
Основано в 1630 году Гасаном из Хулисмы, бежавшего от кровной мести.

## Население
| 1869 | 1888 | 1895 | 1926 | 1939 | 1970 | 1989 |
| ---- | ---- | ---- | ---- | ---- | ---- | ---- |
| 111  | ↘100 | ↗112 | ↗121 | ↘120 | ↘67  | ↘36  |
| 2002 | 2010 | 2021 |      |      |      |      |
| ↗51  | ↘39  | ↗99  |      |      |      |      |

## Известные уроженцы
- Учёный-богослов Шуаиб Апанди.